# Bataille de la Trebbia (1799)
Pour les articles homonymes, voir Bataille de la Trebbia.
Deuxième Coalition - Campagne d'Italie
Batailles
Guerre de la Deuxième Coalition
- St George's Caye (navale) (09-1798)
- Nicopolis (10-1798)
- Corfou (11-1798)
- Copenhague (navale) (04-1801)
- Algésiras (navale) (06-1801)

Campagne de Hollande
- Callantsoog (08-1799)
- Vlieter (08-1799)
- Zyp (09-1799)
- Bergen (09-1799)
- Alkmaar (10-1799)
- Castricum (10-1799)

Campagne de Suisse
- Ostrach (03-1799)
- Feldkirch (03-1799)
- 1re Stockach (03-1799)
- Frauenfeld (05-1799) (en)
- Winterthour (05-1799)
- 1re Zurich (06-1799)
- Schwytz (08-1799)
- Amsteg (08-1799) (en)
- Saint-Gothard (09-1799)
- 2e Zurich (09-1799)
- Linth (09-1799) (en)
- Muten (10-1799) (ru)
- Engen (05-1800)
- 2e Stockach (05-1800)
- Moesskirch (05-1800)
- Biberach (05-1800)
- Erbach (05-1800)
- Höchstädt (06-1800)
- Ampfing (12-1800)
- Hohenlinden (12-1800)

Campagne d'Égypte
- Malte 1 (06-1798)
- Malte 2 (06-1798)
- Alexandrie (07-1798)
- Chebreiss (07-1798)
- Pyramides (07-1798)
- 1re Aboukir (08-1798)
- Salheyeh (08-1798)
- Malte 3 (09-1798)
- Sédiman (10-1798)
- Caire (10-1798)
- Samanouth (01-1799)
- El Arish (02-1799)
- Syène (02-1799)
- Jaffa (03-1799)
- Saint-Jean-d'Acre (03-1799)
- Mont-Thabor (04-1799)
- 2e Aboukir (07-1799)
- Damiette (11-1799)
- Héliopolis (03-1800)
- 3e Aboukir (03-1801)
- Mandora (03-1801)
- Canope (03-1801)
- Fort Jullien (04-1801)
- Le Caire (06-1801) (en)
- Alexandrie (08-1801)

2e Campagne d'Italie
- Vérone (03-1799)
- Magnano (04-1799)
- Cassano (04-1799)
- Mantoue (04-1799)
- Bassignana (05-1799)
- 1re Marengo (05-1799) (en)
- Modène (06-1799) (en)
- Trebbia (06-1799)
- 2e Marengo (06-1799) (en)
- Novi 1 (08-1799)
- Rome (09-1799)
- Mannheim (09-1799) (en)
- Novi 2 (10-1799) (en)
- Genola (11-1799)
- Gênes (04-1800)
- Sassello (04-1800) (en)
- Fort Bard (05-1800)
- Verceil (05-1800)
- Turbigo (05-1800)
- Montebello (06-1800)
- 3e Marengo (06-1800)
- Pozzolo (12-1800)

La bataille de la Trebbia (Trébia ou Trebia) a lieu les 17, 18 et 19 juin 1799, lors de la campagne d'Italie de 1800, et se déroule sur trois jours, le long des rives de la Trebbia, près de Plaisance. Elle se termine par la victoire des Autrichiens et des Russes, commandés par le generalfeldmarschall Souvorov, sur les Français commandés par le général Macdonald.

## Contexte
Vers la fin du mois de mai, les Russes et les Autrichiens, ont pris possession de certains points dans l'Italie supérieure :
- Le général Kray, à la tête de 24 000 hommes des forces du Saint-Empire, se trouve sur le Pô inférieur, occupé à faire le siège de Mantoue. Son avant-garde, sous les ordres de Johann von Klenau, est placée entre Bologne et le Panaro ; la division Hohenzollern est près de Modène.
- Le général Ott, avec 6 000 Autrichiens, couvre les vallées du Taro et de la Trébia.
- Le generalfeldmarschall Souvorov est placé avec ses 28 000 Russes au camp de Turin. La division Fröhlich (en) observe Coni.
- Le général Vukassowich, avec l'avant-garde, est près de Mondovi, Cève et Sallicetto.
- Les généraux Alcaini (Saint-Empire) et Schweikowski (Russie), avec 6 000 hommes, bloquent Alexandrie et Tortone.
- Le général Bellegarde, avec 15 000 hommes, est en marche pour se porter de Côme sur le Pô.
- Le général Haddik (en), avec 15 000 hommes, rétablit la communication avec l'aile gauche en Suisse, et couvre les derrières des Alliés.

Le général en chef français Moreau, de son côté, a concentré près de Gênes ses forces composées de 4 divisions.

### Plan d'action de l'armée française
Le général Macdonald, appelé par ordre de son gouvernement de Naples dans l'Italie supérieure, forme le projet, de concert avec Moreau, de s'avancer sur Plaisance avec son armée composée de 6 divisions, par le territoire de Modène et de Parme, en appuyant l'aile droite au Pô et la gauche aux montagnes. Moreau franchira en même temps les Apennins par Gavi et Seravalle, et se portera dans la plaine du Pô. Ce dernier mouvement est fixé au 17 juin.
Ce plan, qui tend à attaquer à l'improviste les forces éparpillées des Alliés et à les détruire successivement, échoue en partie par la lenteur de Macdonald, qui s'arrête 10 jours en Toscane et ne se remet en marche que le 9 juin, par Bologne.
Souvorov, que l'apparition de Macdonald en Toscane rend attentif au danger qui le menace, prend des mesures pour concentrer une partie de ses forces entre Alexandrie et Tortone, soit pour défendre les issues des montagnes occupées par Moreau, soit pour se porter, en cas de besoin, vers Plaisance.
Des lettres de Moreau à Macdonald, interceptées le 14 juin, révèlent à Souvorov le plan des Français ; il prend le parti de marcher sans délai contre Macdonald, en laissant Bellegarde et Alcaini entre Alexandrie et Tortone pour tenir Moreau en échec. Il se trouve près de Stradella le 16 juin, son avant-garde derrière le Tidone. Macdonald est le même jour en marche avec son armée pour se porter sur Plaisance.
Le 17 juin, s'engage une action très chaude entre la division autrichienne Ott et les deux divisions françaises Victor et Rusca, près du village de Sermet, sur la route de Castello San Giovanni (it). Les Français résistent vigoureusement mais sont repoussés derrière le Tidone, après que Souvorov est arrivé en personne sur le champ de bataille.

## Position des armées la veille du 17 juin
Français
- Les divisions Victor, Rusca et Dombrowski derrière la Trebbia,
- L'avant-garde des Français près de Casaliggio, Gragnanino et San Nicolo,
- Les divisions Olivier et Montrichard en marche vers la Trebbia,
- La division Watrin arrivée devant la citadelle de Plaisance.

Alliés
- Les divisions Bagration et Schweikowski près de Mottaziana (leurs avant-postes occupent Campre Moldo (it)),
- Le général Förster à gauche de Mottaziana,
- Les divisions Ott et Mélas entre Gazino et Ponte Tidone,
- La division Fröhlich près de Verota di Sopra.

## Déroulement de la bataille

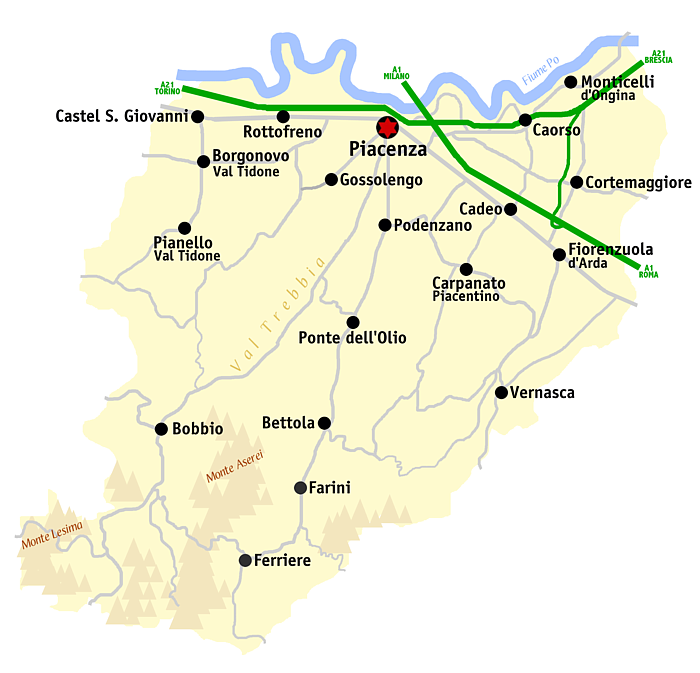
Carte de la province de Plaisance.

### Le plan allié
Souvorov prend pendant la nuit ses dispositions d'attaque pour le lendemain (18 juin). À l'aile droite, le général Rosenberg doit passer le Tidone avec les divisions Bagration et Schweikowski (14 bataillons, 6 escadrons et 1 régiment de Cosaques), et s'avancer par Campremoldo di Sopra, Rivalta et Setima vers San Giorgio sur la Nura.
Au centre, Mélas, soutenu par les divisions Förster (8 bataillons et 6 escadrons) et Fröhlich (12 bataillons), doit déloger les Français de Grignano et s'avancer par Vallera vers la Nura. Comme l'attaque principale doit partir de l'aile droite, Fröhlich doit toujours se tenir prêt à soutenir Rosenberg.
À l'aile gauche, le général Ott doit, en cas où l'attaque de l'aile droite réussit, se porter, avec 7 bataillons, 8 escadrons et 1 régiment de Cosaques, sur la grande route par Plaisance vers Pontenure.

### Déclenchement
Macdonald a, le 18 juin, le dessein d'attendre l'arrivée de ses troupes, et de n'attaquer que le 19. On vient alors lui annoncer que les Russes ont déjà attaqué son aile gauche. La colonne de l'aile droite alliée, près de laquelle se trouve le feldmaréchal, rencontre à Casaleggio, avec son avant-garde conduite par Bagration, la légion polonaise, qu'elle repousse en lui faisant éprouver de grandes pertes. Victor mène sa division et une partie de la division Rusca au-delà de la Trébia à la rencontre des Russes, et gagne un peu de terrain ; mais à l'arrivée de la division Schweikowski, une confrontation sanglante s'engage entre Casaleggio et Torridella, qui ne finit qu'au soir. Victor est obligé de repasser la Trébia, poursuivi jusqu'à Setimo par les bataillons de Rosenberg.
À 2 heures, les divisions Olivier et Montrichard arrivent sur le champ de bataille. Olivier se place derrière Borgo San Antonino, tandis que Montrichard passe à gauche pour joindre Victor. Du côté allié, Förster se dirige comme prévu sur Grignano et repousse les troupes françaises au-delà de la Trebbia. Ott, de son côté, déloge l'avant-garde française de Rotto Fredo, et la repousse elle-aussi au-delà de la Trebbia, où elle est recueillie par Olivier. L'artillerie entre en jeu, et le feu dure jusqu'à la nuit. Rosenberg, qui s'était avancé au-delà de la Trebbia en poursuivant Victor, passe la nuit du mauvais côté de la rivière, et la repasse au matin. Les deux armées se font face à face de chaque côté de la Trebbia, et semblent vouloir bivouaquer pour la nuit ; mais un mouvement de trois bataillons français repassant la rivière et attaquant San Nicolo relance la bataille pour deux heures.

### Deuxième jour
Souvorov a reçu dans la nuit des renforts depuis la rive gauche du Pô. Il ne change pas son plan initial, réitérant auprès du général Mélas l'ordre de tenir la réserve pour pouvoir épauler l'aile droite en cas de besoin.
De son côté, Macdonald prévoit de contourner les deux ailes alliées : Dombrowski doit passer par Nibbiano, Rivalta-Trebbia (it) et Tuna ; Victor et Rusca doivent attaquer de front l'aile droite de Rosenberg, tandis qu'Olivier et Montrichard porteront l'attaque au centre. L'avant-garde de Salm et la division Watrin complètent le dispositif, en attaquant les Alliés entre la route et le Pô, et s'avançant jusqu'au Tidone.
Compte tenu de l'épuisement des troupes, l'attaque est prévue à 10 heures du matin. Dombrowski s'empare comme prévu de Rivalta ; Souvorov lui envoie alors Bagration, qui le repousse sur la Trebbia. Mais le mouvement de Bagration a créé un vide entre son corps et celui de Schweikowski. Victor et Rusca en profitent pour attaquer ce dernier sur son flanc droit, le repoussant jusqu'à Casaleggio. Souvorov ordonne à Bagration de prendre les deux divisions à revers, tout en demandant au général Chasteler d'intervenir avec six bataillons pris dans la division de Förster. Dombrowski restant inactif, les Alliés repoussent l'attaque française jusqu'à la Trebbia. Au centre, Olivier et Montrichard ont attaqué comme prévu, mais le déplacement de troupes ordonné par Souvorov vers son aile droite fait paniquer la division Montrichard, qui fuit jusqu'à Plaisance. Le général Förster, n'ayant plus d'adversaire en face de lui, renforce encore Schweikowski, tandis que la réserve autrichienne soutient le général Mélas, qui est à ce moment repoussé vers Vignazza par Olivier. La cavalerie de Liechtenstein attaque durement la division française ; Olivier est grièvement blessé, et ses troupes sont rejetées au-delà de la Trebbia. Quant à Watrin, si sa division emporte La Puglia, repousse les Autrichiens jusqu'à Calendasco et atteint comme convenu le Tidone, l'absence de renforts l'oblige à battre en retraite, elle-aussi, derrière la Trebbia.
Le soir du 19 juin, les Alliés sont toujours maîtres de la rive gauche de la Trebbia. Macdonald, en l'absence de nouvelles de Moreau, décide de se retirer plus loin, derrière la Nure.

### Troisième jour
Le 20 juin, conformément au plan de Macdonald, Victor dirige les trois divisions de l'aile gauche vers San Giorgio derrière la Nura. Le centre, dirigé par Watrin, gagne Pontenure par Plaisance. L'avant-garde, sous les ordres du général Lacroix, prend le chemin de Roncaglia. Les Russes de Souvorov suivent Victor, tandis que Mélas et ses Autrichiens visent Ponte Nura. Si Victor est fortement attaqué par les Russes, au point de se retirer après de lourdes pertes dans les montagnes ou vers Cadeo, Mélas n'envoie que Ott contre Watrin, laissant la possibilité à ce dernier de faire face entre la Vecchia et Ponte Nura, reprenant position à Cadeo avec les troupes de Victor ayant rallié ce point. Lacroix, de son côté est faiblement poursuivi, et passe par Monte grasso vers Cortemaggiore.
Au soir du 20 juin, Macdonald prend position près de Fiorenzuola d'Arda, derrière l'Arda, avec les troupes rassemblées par Watrin.

## Conséquences
La victoire de la Trebbia libère des troupes autrichiennes pour conclure le siège de Mantoue, engagé avec 8 000 hommes deux mois plus tôt. En multipliant par cinq l'effectif des assiégeants, le général Kray obtient la reddition de la citadelle le 27 juillet : la Vénétie n'est plus menacée, et les contingents de volontaires polonais au service de la France sont dissous pour longtemps.

## Forces en présences
Alliés
- Russes : 24 bataillons, 12 escadrons, 4 régiments de Cosaques
- Autrichiens : 20 bataillons, 20 escadrons

Soit 44 bataillons (30 600 hommes), 32 escadrons, 4 régiments de Cosaques (6 186 hommes)
Français
- Avant-garde sous les ordres du général Salm (2 900 hommes)
- Division Olivier (5 600 hommes)
- Division Montrichard (5 000 hommes)
- Division Rusca (5 000 hommes)
- Division Watrin (5 400 hommes)
- Division Dombrowski (3 000 hommes)
- Division Victor (6 000 hommes)

Soit 32 900 hommes, dont environ 3 000 de cavalerie.

## Source
Franz von Kausler, Atlas des plus mémorables batailles, combats et sièges des temps anciens, du Moyen Âge et de l'Âge moderne, Librairie et Établissement Lithographique de B. Herder, Carlsrouhe et Fribourg, 1837.